# Список умерших в 709 году

## Май
- 25 мая — Альдхельм, английский церковный деятель и латинский писатель.

## Дата смерти неизвестна или требует уточнения
- Бертан, аббат монастыря Ситью, католический святой.
- Вильфрид Йоркский, архиепископ Йоркский (664—678 и 686—691), епископ Лестера (692—705), епископ Хексема (705—709), святой Римско-католической церкви.
- Готфрид, герцог Алеманнии (до 709).
- Крок, легендарный правитель чехов.
- Оффа, король Эссекса (709); святой.
- Свефред, король Эссекса (694—709).
- Сигехерд, король Эссекса (694—709).
- Теодофред, знатный вестгот, герцог; отец последнего правителя Вестготского королевства Родериха.
- Чекин Чур Бильге, тюркский афшин, один из правителей Пенджикента (до 709).